# Boston and Maine Corporation

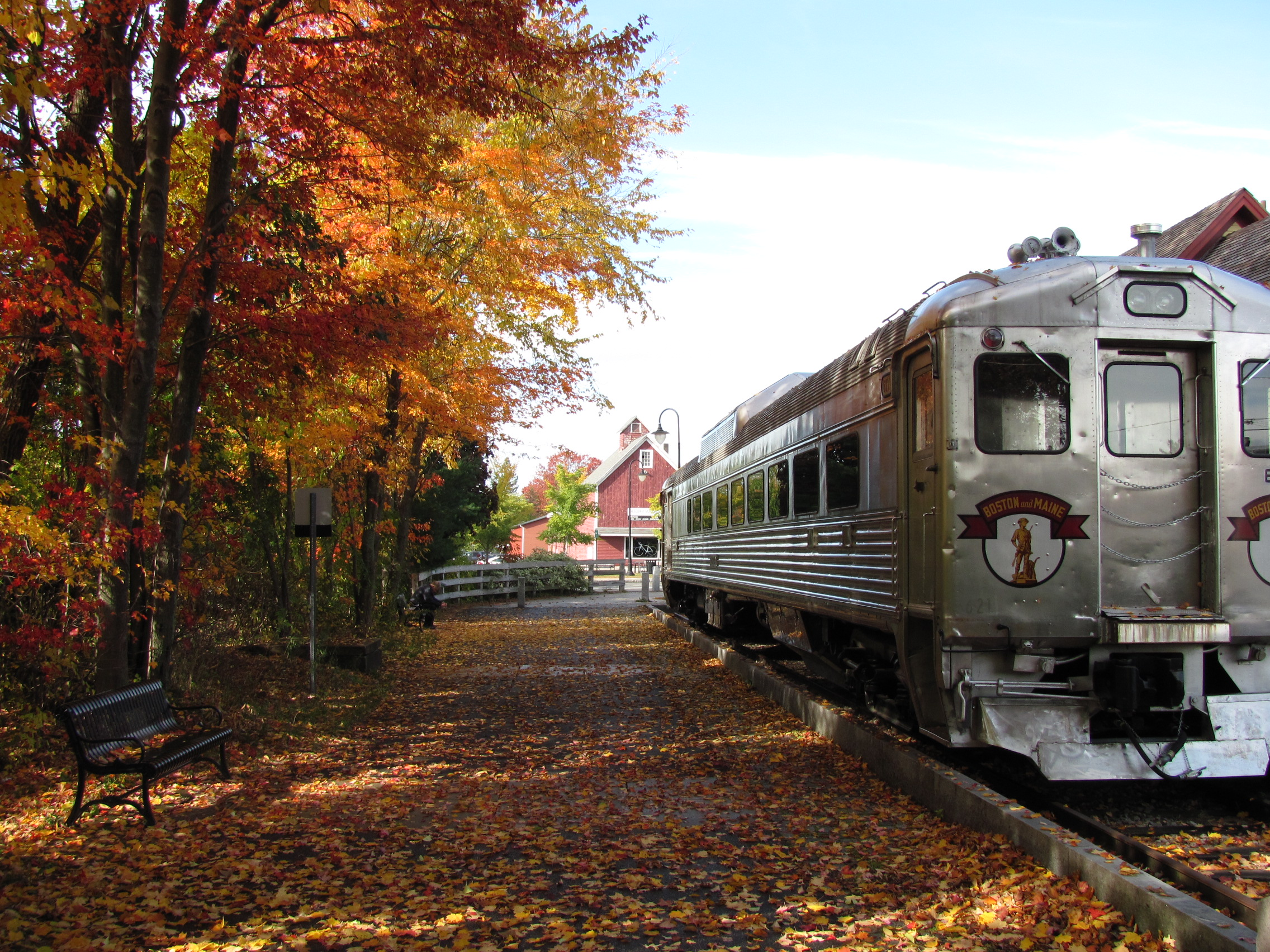
Dépôt de Boston and Maine en 2010

Le Boston and Maine Corporation (sigle de l'AAR : BM), connu sous le nom de Boston and Maine Railroad (B&M) jusqu'en 1964, était le chemin de fer américain de classe I prépondérant dans la région de la Nouvelle-Angleterre durant un siècle. Il fait désormais partie du réseau du Pan Am Railways (ex-Guilford Rail System).

## Les origines
L'Andover and Wilmington Railroad fut créé le 15 mars 1833 comme embranchement du Boston and Lowell Railroad reliant Wilmington (Massachusetts) à Andover. La ligne ouvrit le 8 août 1836. Le nom fut changé en Andover and Haverhill Railroad le 18 avril 1837, reflétant son intention d'atteindre Haverhill dans l'année. En reliant Portland, Maine, il prit le nom de Boston and Portland Railroad le 3 avril 1839 et passa dans l'état du New Hampshire en 1840. 
Le Boston and Maine Railroad fut créé dans le New Hampshire le 27 juin 1835, et le Maine, New Hampshire and Massachusetts Railroad fut créé dans le Maine le 12 mars 1839. Le 1er janvier 1842 ces deux compagnies fusionnèrent avec le Boston and Portland pour former le nouveau  Boston and Maine Railroad. 
Le 23 février 1843, le B&M ouvrit une nouvelle section à partir de South Berwick situé  sur la ligne du Portland, Saco and Portsmouth Railroad (PS&P) vers Agamenticus. En effet car le 28 janvier, le B&M et l'Eastern Railroad étaient parvenus à un accord de location en commun du PS&P leur permettant de gagner Portland. À la suite d'une dispute avec le Boston & Lowell (B&L) concernant le taux d'utilisation de la ligne Wilmington-Boston, le B&M créa le 16 mars 1844 le Boston and Maine Extension Railroad qui fut rapidement fusionné le 19 mars 1845 avant d'ouvrir le 1er juillet. Cela eut pour conséquence l'abandon de la vieille connexion avec le B&L. 
En 1848 une autre ancienne section fut abandonnée quand un nouveau tracé fut construit entre Wilmington nord et North Andover afin de mieux desservir Lawrence. En 1873 un nouveau tracé fut ouvert entre South Berwick et Portland.

## Les acquisitions

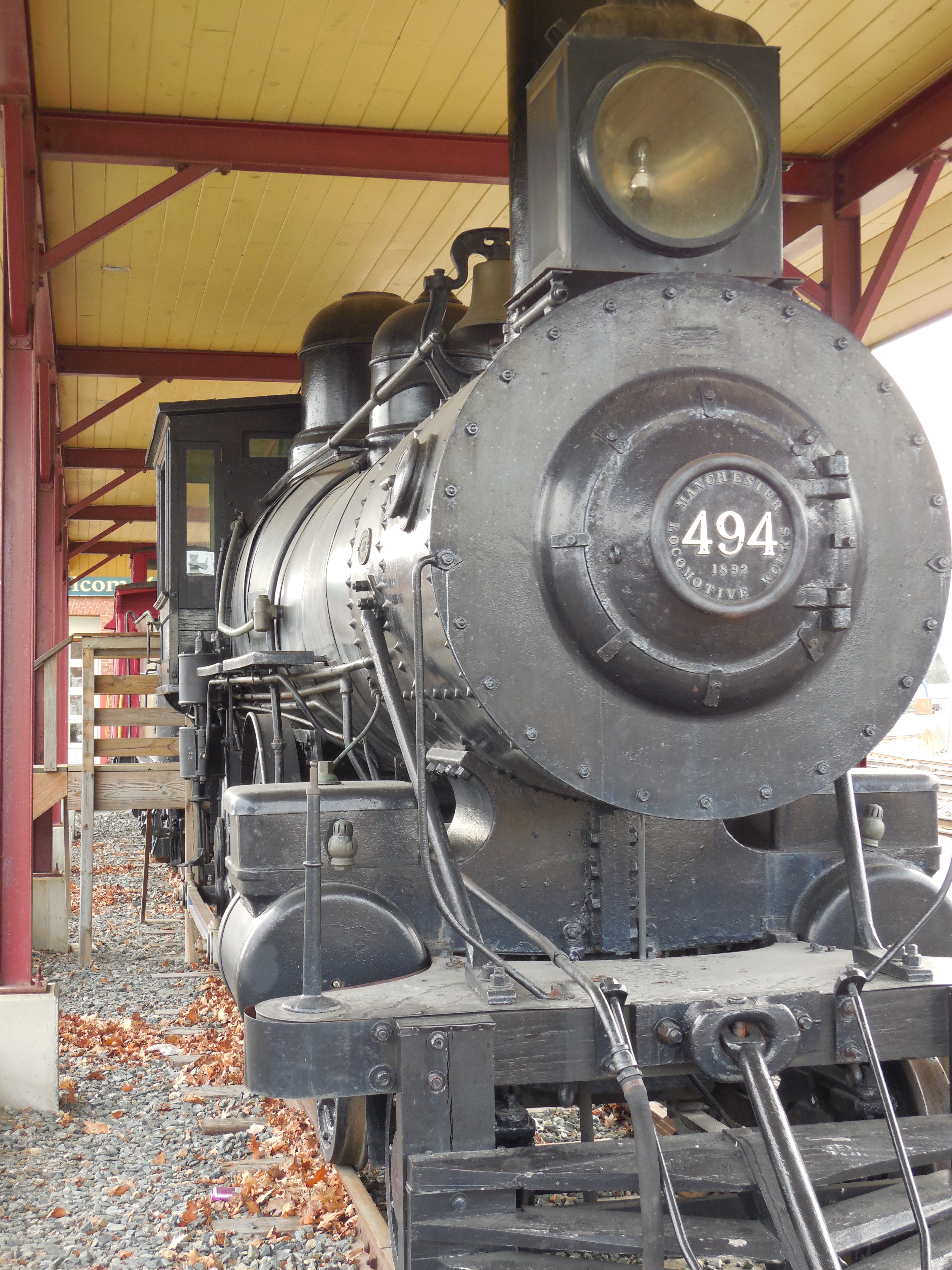
Une locomotive de la Boston and Maine Corporation construite en 1892 par Manchester Locomotive Works préservé en 2014.

L'Eastern Railroad fut loué à partir du 23 décembre 1883, achevant la compétition entre Boston et Portland. - Le Worcester, Nashua and Portland Railroad reliant Worcester (Massachusetts) à Rochester (New Hampshire) fut loué à partir du 1er janvier 1886; puis prolongé jusque Portland en 1871 grâce à la filiale Portland and Rochester Railroad. 
Le Boston & Lowell fut loué à partir du 1er avril 1887 ajoutant non seulement le réseau autour de Boston, mais aussi celui du Central Massachusetts Railroad vers Northampton, du Boston Concord and Montreal Railroad vers le nord du New Hampshire, du St. Johnsbury and Lake Champlain Railroad vers le nord-ouest du Vermont, et enfin du Connecticut and Passumpsic Rivers Railroad reliant White River Junction au Québec. Cependant, le Boston Concord and Montreal Railroad se sépara en 1889 pour fusionner avec le Concord Railroad pour former le Concord and Montreal Railroad, lequel fut finalement loué par le B&M le 1er avril 1895 permettant un accès direct entre  Nashua et Concord, ainsi que la majorité des lignes du New Hampshire. De plus, le St. Johnsbury and Lake Champlain Railroad, contrôlé par le B&M, fut loué au Maine Central en 1912. 
Le Northern Railroad situé à l'ouest de Concord, fut loué à partir de 1890 par le B&M. 
Le Connecticut River Railroad fut loué à partir du 1er janvier 1893 dont la ligne principale partait de Springfield, Massachusetts, longeait le fleuve Connecticut jusqu'à White River Junction, Vermont, où il se connectait avec le Connecticut and Passumpsic Rivers Railroad (acquit en 1887) qui continuait vers le nord. 
Le Fitchburg Railroad fut loué à partir du 1er juillet 1900 dont la ligne principale reliait Boston à Albany, New York via le Hoosac Tunnel. 
Le Maine Central Railroad dont le réseau s'étendait du Québec vers l'est du Maine via le nord du New Hampshire, fut aussi contrôlé par le B&M.

## LeXXesiècle
Il se développa grâce à la croissance des villes de la Nouvelle-Angleterre durant la fin du XIXe et le début du XXe siècle, mais fut toujours en butte à des difficultés financières. Il passa sous le contrôle de J.P. Morgan et de son  New York, New Haven and Hartford Railroad en 1910, mais retrouva son indépendance à la suite d'actions anti-trust. Face aux problèmes de la construction de nouvelles voies et du coût de l'acquisition du Fitchburg Railroad, il se réorganisa en 1919.
Pendant un siècle le B&M fut le chemin de fer dominant dans le nord de la Nouvelle-Angleterre avec 3 200 km de voies sur 5 États, mais au début des années 1930 le fret commença à souffrir à cause du fléchissement des manufactures de la région et de la nouvelle concurrence des camions. La démocratisation de l'automobile condamna le transport de voyageurs du B&M sur longue distance en 1965. 
En décembre 1970, le B&M fit banqueroute. Il se réorganisa, modernisa ses locomotives et des wagons et améliora ses voies et système de signalisation. Il frôla la liquidation entre 1973-1974. On lui proposa de fusionner avec Conrail, mais il refusa.
Le trafic voyageurs de la banlieue de Boston, Massachusetts fut poursuivie uniquement grâce aux aides versés par le Massachusetts Bay Transportation Authority. En 1973, cet organisme racheta le matériel et les voies autour de Boston.
En 1980, bien que toujours affaibli, il tenta un nouveau départ grâce à un marketing agressif et à l'achat d'une portion de ligne dans le Connecticut. L'ajout du trafic de charbon et d'un service par piggyback fut salvateur.
En 1983, le B&M sortait de sa banqueroute quand il fut racheté par la Guilford Transportation Industries de Timothy Mellon, qui acheta également le Delaware and Hudson Railway en 1984. Ce fut le début de la fin du B&M, avec des changements majeurs occasionnant des grèves en 1986 et 1987. En 1988, il revendit le Delaware and Hudson Railway au Canadian Pacific Railway. La poursuite draconienne de réductions de coûts entraîna la fermeture en 1990 de Mechanicville, New York, le plus grand dépôt et atelier du B&M.

## Actuellement
Gilford Transportation Industries s'est réorganisé en Pan Am Railways, dont la filiale Springfield Terminal exploite et entretient l'ex B&M qui ne gère plus que sa police ferroviaire.